# Kenneth Cairns
Kenneth Cairns (Reino Unido, 20 de diciembre de 1957) es un nadador paralímpico británico que ganó cinco medallas de oro en cinco Juegos Paralímpicos, junto con varios títulos mundiales. Rompió varios récords en eventos de natación y fue nombrado MBE en 2001 por sus servicios a la natación para discapacitados. Fue incluido en el Salón de la Fama del Deporte de Escocia en 2015 y en el Salón de la Fama de la Natación de Escocia en 2018.

## Biografía
Cairns nació el 20 de diciembre de 1957. A la edad de 16 años, se vio involucrado en un accidente de motocicleta que le provocó daños en la columna vertebral y lo dejó confinado a una silla de ruedas. Comenzó a nadar para mejorar su estado físico en 1976 y, en los Juegos Nacionales de Stoke Mandeville al año siguiente, ganó todos los eventos de natación en los que participó. Antes de dedicarse por completo a la natación, decidió ir a la universidad y terminar su educación. Regresó a la piscina en 1982 y comenzó a competir en eventos de clasificación S3 hasta que se retiró debido a problemas de salud justo antes de los Juegos Paralímpicos de 2008. Cuando no está nadando, es un entusiasta de la armónica que compite regularmente en los Campeonatos Nacionales anuales en Bristol. En 2009 ganó en la sección de jazz.  
Debutó en los Juegos Paralímpicos en 1984, ganando cuatro medallas de oro, una de plata individual y una de plata por relevo en equipos. Si bien esta demostraría ser su mejor actuación paralímpica, pudo ganar al menos una medalla en todos los Juegos Paralímpicos de 1992 a 2004, obteniendo un éxito particular en los eventos de estilo libre. Entre 1990 y 2006, ganó 16 medallas en las competiciones del Campeonato del Mundo, incluidas 7 de oro, y 21 medallas en los Campeonatos de Europa hasta 2001. Participó en eventos de relevos con Mike Kenny y Sascha Kindred, entre otros.   
Ahora retirado, Cairns sigue apoyando las galas de natación en todo el país organizadas por Scottish Disability Sport.  En uno de estos eventos, conoció e inspiró a Andrew Mullen, quien logró el éxito en el Campeonato Mundial y natación paralímpica.